# 진난정
진난정(神南町)은 효고현 기노사키군에 있던 정이다. 현재의 히메지시에 해당한다.